# ニシツバメチドリ

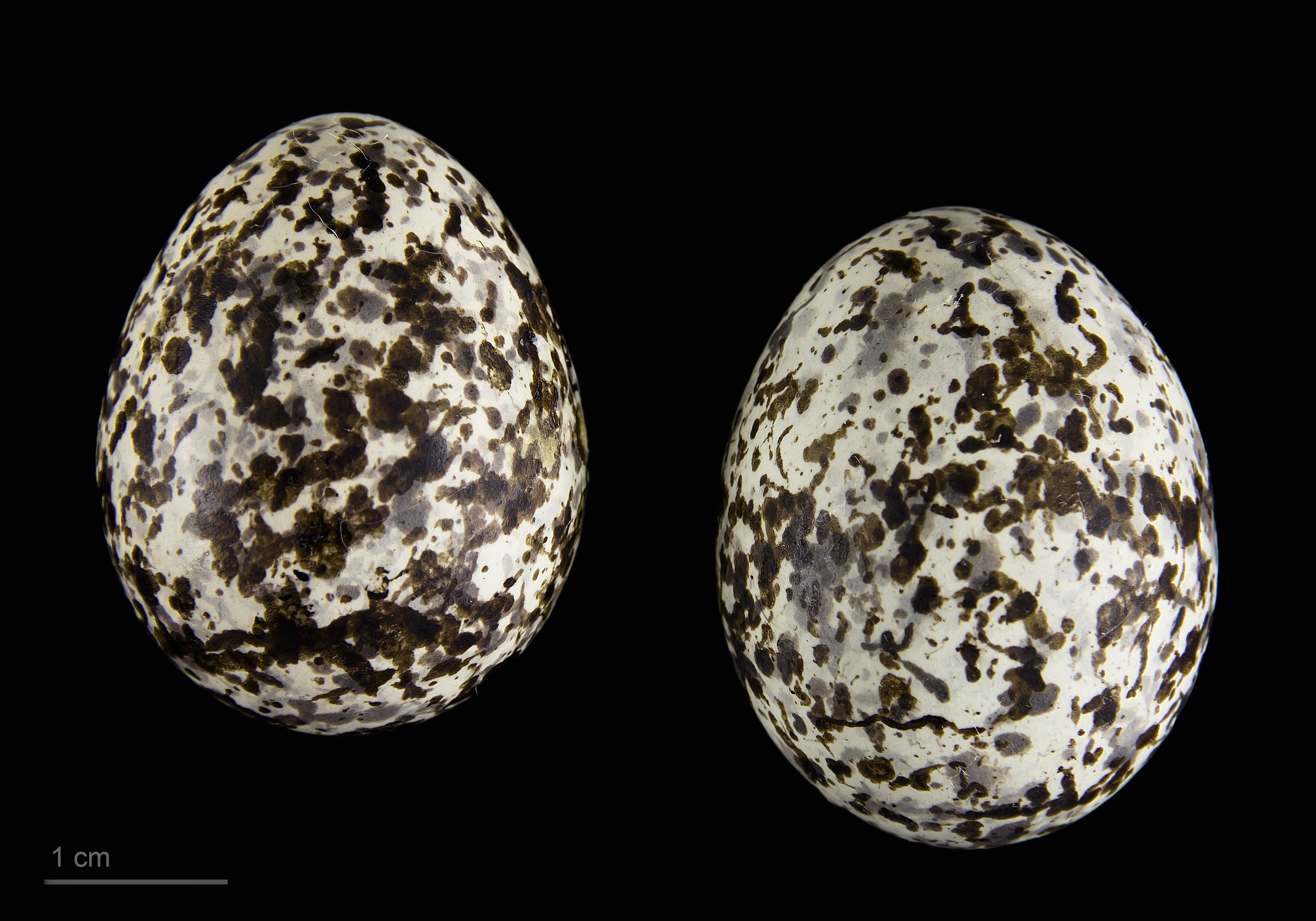
Glareola pratincola pratincola

ニシツバメチドリ（学名Glareola pratincola）は、チドリ目ツバメチドリ科に分類される鳥類の一種。シギチの仲間。
- ツバメチドリの近縁種。